# 1980 RX1
1980 RX1 är en asteroid i huvudbältet som upptäcktes den 15 september 1980 av de båda belgiska astronomerna Henri Debehogne och Léo Houziaux vid Haute-Provence-observatoriet.
Asteroiden har en diameter på ungefär 5 kilometer.